# 209 (число)
Вижте пояснителната страница за други значения на 209.
209 (двеста и девет) е естествено, цяло число, следващо 208 и предхождащо 210.
Двеста и девет с арабски цифри се записва „209“, а с римски цифри – „CCIX“. Числото 209 е съставено от три цифри от позиционните бройни системи – 2 (две), 0 (нула), 9 (девет).

## Общи сведения
- 209 е нечетно число.
- 209-ият ден от годината е 28 юли.
- 209 е година от Новата ера.